# Lampung Selatan
Lampung Selatan ist ein indonesischer Regierungsbezirk (Kabupaten) in der indonesischen Provinz Lampung auf der Insel Sumatra. Ende 2023 leben hier ca. 1,1 Mio. Menschen. Das Verwaltungszentrum des Kabupaten Lampung Selatan ist Kalianda im Südwesten der Provinz. Von dort bis in die Provinzhauptstadt Bandar Lampung sind es ca. 50 km in nordwestlicher Richtung.

## Geografie
Bezüglich seiner Territorialfläche belegt der Kabupaten Platz 8 von 15 Verwaltungseinheiten der 2. Ebene (Kabupaten/Kota) in der Provinz (6,63 %) bzw. Platz 85 von 120 Kabupaten auf der Insel Sumatra.

### Lage
Lampung Selatan liegt im Süden der Provinz Lampung an der Südküste der Insel Sumatra. Der Bezirk grenzt im Westen und Nordwesten an den Kabupaten Pesawaran, im Norden an Lampung Tengah (nur 4 km), im Nordosten an Lampung Timur und kreist die Provinzhauptstadt Bandar Lampung im Südwesten ein. Die Küstenlinie bildet im Osten (Javasee) und Süden (Bucht von Lampung, indonesisch Teluk Lampung) eine natürliche, aber die längste Grenze.
Zum Bezirk gehören noch 50 (n. a. A.: 42) Inseln und Eilande, zugeordnet vier Distrikten: Katibung, Rajabasa, Ketapang und Bakauheni. Es werden die Koordinaten zwischen 
5° 10′ 30″ und 6° 10′ 05″ s. Br. sowie zwischen 105° 06′ 53″ und 105° 50′ 19″ ö. L.

## Verwaltungsgliederung
Administrativ unterteilt sich der Kabupaten Lampung Selatan in 17 Distrikte (Kecamatan) mit 260 Dörfern. Im Volkszählungsjahr 2020 waren davon 4 Kelurahan (Dörfer städtischen Typs). Sie gehörten verwaltungsrechtlich alle zum Kecamatan Kalianda: Bumi Agung, Kalianda, Wai Lubuk und Wai Urang
| Code 1   | Kecamatan Distrikt     | Ibu Kota Verwaltungssitz | Fläche (km²) | Einw. Zensus 2010 2 | Volkszählung 2020 | Volkszählung 2020 | Volkszählung 2020 | Anzahl der Dörfer |
| Code 1   | Kecamatan Distrikt     | Ibu Kota Verwaltungssitz | Fläche (km²) | Einw. Zensus 2010 2 | Einw. 3           | 0Dichte 40        | Sex Ratio 5       | Anzahl der Dörfer |
| -------- | ---------------------- | ------------------------ | ------------ | ------------------- | ----------------- | ----------------- | ----------------- | ----------------- |
| 18.01.04 | Natar                  | Merak Batin              | 250,88       | 170.992             | 191.833           | 764,6             | 105,04            | 26                |
| 18.01.05 | Tanjung Bintang        | Jati Baru                | 129,72       | 68.572              | 82.184            | 633,5             | 104,58            | 16                |
| 18.01.06 | Kalianda               | Kalianda                 | 179,82       | 81.126              | 94.127            | 523,5             | 104,77            | 29 6              |
| 18.01.07 | Sidomulyo              | Sidorejo                 | 158,99       | 57.264              | 65.292            | 410,7             | 105,32            | 16                |
| 18.01.08 | Merbau Mataram         | Merbau Mataram           | 113,94       | 46.644              | 56.507            | 495,9             | 104,51            | 15                |
| 18.01.09 | Penengahan             | Pasuruan                 | 124,96       | 35.672              | 42.260            | 338,2             | 104,78            | 22                |
| 18.01.10 | Palas                  | Bangunan                 | 165,57       | 53.492              | 60.864            | 367,6             | 103,71            | 21                |
| 18.01.13 | Jati Agung             | Marga Agung              | 164,47       | 103.038             | 128.604           | 781,9             | 105,77            | 21                |
| 18.01.14 | Ketapang               | Bangun Rejo              | 108,60       | 46.116              | 53.147            | 489,4             | 104,66            | 17                |
| 18.01.15 | Sragi                  | Kuala Sekampung          | 93,44        | 31.654              | 35.665            | 381,7             | 102,71            | 10                |
| 18.01.16 | Rajabasa               | Banding                  | 100,39       | 20.769              | 24.849            | 247,5             | 107,04            | 16                |
| 18.01.17 | Candipuro              | Titiwangi                | 84,90        | 50.256              | 57.627            | 678,8             | 104,41            | 14                |
| 18.01.18 | Katibung               | Tanjung Ratu00           | 188,62       | 61.422              | 72.563            | 384,7             | 105,54            | 12                |
| 18.01.21 | Bakauheni              | Hatta                    | 57,13        | 20.761              | 24.525            | 429,3             | 104,09            | 5                 |
| 18.01.22 | Tanjung Sari           | Kerto Sari               | 103,32       | 27.107              | 31.822            | 308,0             | 105,70            | 8                 |
| 18.01.23 | Way Sulan              | Karang Pucung            | 46,54        | 21.264              | 24.326            | 522,7             | 106,10            | 8                 |
| 18.01.24 | Way Panji              | Sidoharjo                | 38,45        | 16.341              | 18.106            | 470,9             | 99,85             | 4                 |
| 18.01    | Kab. Lampung Selatan00 | Kalianda                 | 2.109,74     | 912.490             | 1.064.301         | 504,5             | 104,85            | 260               |

## Demografie
Hinsichtlich der Bevölkerung wird (mit 12,17 % der Provinz) Platz 3 der 15 Verwaltungseinheiten der 2. Ebene belegt, auf alle 120 Kabupaten der Insel Sumatra bezogen bedeutet dies Rang 4. Die Bevölkerungsdichte von 494,5 Einw. je km² ist die zweithöchste eines Bezirks in der Provinz Lampung.
Der Frauenanteil hat sich zwischen den beiden Volkszählungen 2010 und 2020 sowie zum Jahresende 2023 nur geringfügig erhöht und auf Werte um die 49 Prozent eingepegelt, Tendenz steigend.
| Religion im Jahr 2020 | Religion im Jahr 2020 | Religion im Jahr 2020 | Religion im Jahr 2020 |
| Religion              | Anzahl                | Anteil (%)            | Gebäude               |
| --------------------- | --------------------- | --------------------- | --------------------- |
| Islam                 | 1.009.752             | 96,56                 | 1.547 1 (276)         |
| Christen insg.        | 0.19.233 2            | 01,84                 | 0.152                 |
| Davon:                |                       |                       |                       |
| Protestanten          | 00.12.811             | 66,61                 | 0.102 (126)           |
| Katholiken            | 00.6.422              | 33.39                 | 050 (128)             |
|                       |                       |                       |                       |
| Hindus                | 0015.380              | 01,47                 | 055 (280)             |
| Buddhisten            | 000.995               | 00,10                 | 013 (77)              |

| Jahr  | Gesamt- bevölkerung | Männer   | %      | Frauen   | %      |
| ----- | ------------------- | -------- | ------ | -------- | ------ |
| 02010 | 000.912.490         | 0470.303 | 051,54 | 0442.187 | 048,46 |
| 02020 | 001.064.301         | 0544.745 | 051,18 | 0519.556 | 048,99 |
| 02023 | 001.101.376         | 0560.209 | 050,86 | 0531.167 | 049,14 |

### Soziale Daten 2020
| Merkmal                                                            | Lampung Selatan | 0Prov. Lampung0 |
| ------------------------------------------------------------------ | --------------- | --------------- |
| Bevölkerung unterhalb der Armutsgrenze (Tsd.)0                     | 143,33          | 1.049,32        |
| Anteil der „armen Bevölkerung“ (indonesisch Penduduk miskin) (%)00 | 014,08          | 12,34           |
| Arbeitslosenrate (%)                                               | 005,19          | 05,67           |
| Lebenserwartung bei der Geburt (Jahre)                             | 073,79          | 73,66           |
| HDI-Index                                                          | 070,36          | 71,04           |
| Analphabetenrate (in %, 15+ J.)                                    | 001,72          | 02,76           |
| Anteil der Altersgruppen                                           | 0Real0          | 0Prozentual0    |
| Kinder (<15 J.)                                                    | 0283.2460       | 26,61           |
| arbeitsfähige Bevölkerung (15–64 J.)                               | 07224.1650      | 68,04           |
| Rentner und Pensionäre (>65 J.)                                    | 0056.8900       | 05,35           |

## Geschichte
Lampung Selatan gehörte neben Lampung Utara und Lampung Tengah und der Hauptstadt Bandar Lampung zu den Gründern der Provinz Lampung, die 1964 aus der Provinz Sumatra Selatan hervorging. Dieser vier „Gründer“ entstanden bereits im Jahr 1959, ehe sie sich 1964 vereinten.

Im Jahr 1997 wurde der Kabupaten Tanggamus aus zehn westlichen Distrikten des „Mutterbezirks“ gebildet. Lampung Selatan verlor hierbei ca. 51 Prozent seines Territoriums. Später (2008) wurde von Tanggamus der neue Bezirk Pringsewu abgespalten.

Zehn Jahre später gab Lampung Selatan 7 seiner 20 Kecamanatan an den neugegründeten Regierungsbezirk Pesawaran im Westen ab und verlor hierbei ca. 40 Prozent des Territoriums.
Durch Teilung von Distrikten und Neuzuordnungen von Dörfern erhöhte sich die Zahl der Distrikte auf derzeit 17, wobei im Jahr 2006 die letzten vier neuen Distrikte gebildet wurden (Regionalanweisung, PERDA 3/2006):
- Kec. Bakauheni gebildet aus 5 Dörfern des Kec. Penangahan
- Kec. Tanjung Sari gebildet aus 7 Dörfern des Kec. Tanjung Bintang
- Kec. Way Sulan gebildet aus 8 Dörfern des Kec. Katibung
- Kec. Way Panji gebildet aus 4 Dörfern des Kec. Siumulyo

### Aktuelle Daten der Bevölkerungsfortschreibung
Nachfolgende Tabelle gibt den Einwohnerstand nach Geschlecht vom Jahresende 2022 und 2023 wieder. Er resultiert aus den Ergebnissen der Fortschreibung durch die örtlichen Zivilregistrierungsbüros (Disdukcapil, indonesisch Dinas Kependudukan dan Pencatatan Sipil) und kann in einer interaktiven Karte abgerufen werden
| Kecamatan              | 31.12.2022 | 31.12.2022 | 31.12.2022 | Fläche km² | 31.12.2023 | 31.12.2023 | 31.12.2023 | 31.12.2023         | 31.12.2023          |
| Kecamatan              | 0Insg.     | männl.     | weibl.     | Fläche km² | 0Insg.     | männl.     | weibl.     | Dichte [Einw./km²] | Sex Ratio [M*100/F] |
| ---------------------- | ---------- | ---------- | ---------- | ---------- | ---------- | ---------- | ---------- | ------------------ | ------------------- |
| Natar                  | 195.665    | 99.442     | 96.223     | 252,11     | 198.665    | 100.919    | 97.746     | 788,0              | 103,25              |
| Tanjung Bintang        | 85.187     | 43.228     | 41.959     | 175,36     | 86.968     | 44.054     | 42.914     | 495,9              | 102,66              |
| Kalianda               | 98.013     | 49.841     | 48.172     | 150,94     | 98.673     | 50.102     | 48.571     | 653,7              | 103,15              |
| Sidomulyo              | 67.269     | 34.314     | 32.955     | 126,09     | 68.356     | 34.876     | 33.480     | 542,1              | 104,17              |
| Katibung               | 74.367     | 38.017     | 36.350     | 139,69     | 75.091     | 38.343     | 36.748     | 537,6              | 104,34              |
| Penengahan             | 43.764     | 22.428     | 21.336     | 129,95     | 44.236     | 22.677     | 21.559     | 340,4              | 105,19              |
| Palas                  | 63.169     | 31.983     | 31.186     | 103,91     | 63.931     | 32.345     | 31.586     | 615,3              | 102,40              |
| Jati Agung             | 122.449    | 62.580     | 59.869     | 242,63     | 125.035    | 63.779     | 61.256     | 515,3              | 104,12              |
| Ketapang               | 54.808     | 27.886     | 26.922     | 128,19     | 55.724     | 28.330     | 27.394     | 434,7              | 103,42              |
| Sragi                  | 36.693     | 18.590     | 18.103     | 97,83      | 36.916     | 18.657     | 18.259     | 377,3              | 102,18              |
| Raja Basa              | 25.606     | 13.224     | 12.382     | 80,69      | 25.629     | 13.244     | 12.385     | 317,6              | 106,94              |
| Candipuro              | 59.465     | 30.277     | 29.188     | 108,35     | 60.293     | 30.644     | 29.649     | 556,5              | 103,36              |
| Merbau Mataram         | 57.587     | 29.342     | 28.245     | 131,63     | 58.454     | 29.719     | 28.735     | 444,1              | 103,42              |
| Bakauheni              | 24.818     | 12.567     | 12.251     | 67,81      | 25.068     | 12.641     | 12.427     | 369,7              | 101,72              |
| Tanjung Sari           | 33.439     | 17.069     | 16.370     | 93,38      | 33.887     | 17.281     | 16.606     | 362,9              | 104,06              |
| Way Sulan              | 25.295     | 13.049     | 12.246     | 44,66      | 25.580     | 13.178     | 12.402     | 572,8              | 106,26              |
| Way Panji              | 18.649     | 9.319      | 9.330      | 65,87      | 18.870     | 9.420      | 9.450      | 286,5              | 99,68               |
| Kab. Sumatra Selatan00 | 1.086.243  | 553.156    | 533.087    | 2.139,09 1 | 1.101.376  | 560.209    | 541.167    | 514,9              | 103,52              |

## Verzeichnis der Kelurahan
Die nachfolgende Liste gibt den Einwohnerstand zum Jahresende 2022 (Semester II/2022) und genau ein Jahr später für alle Kelurahan im Bezirk Lampung Utara wieder. Für die vier Kecamatan stieg die Einwohnerzahl innerhalb eines Jahres um 101 Einwohner.
Neben der Fläche und den Einwohnerzahlen werden ebenso die errechneten Ergebnisse der Bevölkerungsdichte (in Einw. je km²) sowie des Geschlechterverhältnisses (Sex Ratio) ausgewiesen. Als erste Spalte ist der Strukturcode des indonesischen Innenministeriums angegeben. Er gibt gleichfalls Aufschluss über die Zugehörigkeit der Dörfer zu den übergeordneten Verwaltungsebenen: Die ersten drei Zahlenpärchen werden durch Punkte getrennt und geben die Provinz, den Regierungsbezirk (Kabupaten) und den Distrikt (Kecamatan) an. Als letztes folgt nach einem weiteren Trennungspunkt der vierstellige „Dorfcode“ – wobei städtisch geprägte Kelurahan immer mit 1 und „normale“ (ländliche) Desa mit einer 2 beginnen. Die Statistikseiten von BPS (Badan Pusat Statistik) verwenden eine andere Nomenklatur, auf die hier nicht näher eingegangen werden soll, da sie nur bei den Volkszählungen Anwendung findet.
Wie bei vorstehender Tabelle entstammen alle Daten der Fortschreibung durch die örtlichen Zivilregistrierungsbüros (Disdukcapil).
| Struktur- code | Kecamatan | Kelurahan  | Bevölkerung am Jahresende 2022 | Bevölkerung am Jahresende 2022 | Bevölkerung am Jahresende 2022 | Bevölkerung am Jahresende 2022 | Bevölkerung am Jahresende 2023 | Bevölkerung am Jahresende 2023 | Bevölkerung am Jahresende 2023 | Bevölkerung am Jahresende 2023 | Bevölkerung am Jahresende 2023 |
| Struktur- code | Kecamatan | Kelurahan  | Fläche (km²)                   | Gesamt                         | männlich                       | weiblich                       | Gesamt                         | männlich                       | weiblich                       | Dichte                         | Sex Ratio                      |
| -------------- | --------- | ---------- | ------------------------------ | ------------------------------ | ------------------------------ | ------------------------------ | ------------------------------ | ------------------------------ | ------------------------------ | ------------------------------ | ------------------------------ |
| 18.01.06.1006  | Kalianda  | Bumi Agung | 1,11                           | 4.627                          | 2.345                          | 2.282                          | 4.608                          | 2.332                          | 2.276                          | 4.151,4                        | 102,46                         |
| 18.01.06.1007  | Kalianda  | Kalianda   | 2,18                           | 5.797                          | 2.932                          | 2.865                          | 5.752                          | 2.937                          | 2.815                          | 2.638,5                        | 104,33                         |
| 18.01.06.1008  | Kalianda  | Way Urang  | 10,87                          | 14.721                         | 7.424                          | 7.297                          | 14.795                         | 7.401                          | 7.394                          | 1.361,1                        | 100,09                         |
| 18.01.06.1028  | Kalianda  | Wai Lubuk  | 3,47                           | 4.353                          | 2.194                          | 2.159                          | 4.444                          | 2.242                          | 2.202                          | 1.280,7                        | 101,82                         |